# Pamianthe
Pamianthe är ett släkte av amaryllisväxter. Pamianthe ingår i familjen amaryllisväxter.
Kladogram enligt Catalogue of Life:
| Pamianthe | \| \| Pamianthe cardenasii \| \| \| \| \| \| Pamianthe parviflora \| \| \| \| \| \| Pamianthe peruviana \| \| \| \| |
|           | \| \| Pamianthe cardenasii \| \| \| \| \| \| Pamianthe parviflora \| \| \| \| \| \| Pamianthe peruviana \| \| \| \| |
|           | Pamianthe cardenasii                                                                                                |
|           | |
|           | Pamianthe parviflora                                                                                                |
|           | |
|           | Pamianthe peruviana                                                                                                 |
|           | |

## Bildgalleri

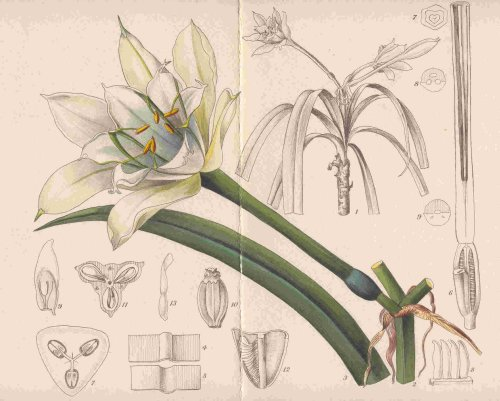